# Lapão
Lapão is een gemeente in de Braziliaanse deelstaat Bahia. De gemeente telt 26.616 inwoners (schatting 2009).